# Бакальская бухта
Бака́льская бу́хта (уст. Бакал, укр. Бакальська бухта) — небольшая бухта Каркинитского залива Чёрного моря. Получила своё название по расположенному на берегах бухты селу Верхний Бакал (с 1948 года Стерегущее) Раздольненского района (Крым).

## География
Бухта сравнительно глубокая. Максимальная глубина — 8 м. Береговая линия преимущественно аккумулятивного типа, на восток (северо-восточнее села Аврора) сменяется абразивным типом (обрывистая, высотой до 12 м). С началом абразивного типа берег находится на отметке −0,4 м над уровнем моря при высоте обрывов до 12 м. Высота обрывов уменьшается на восток до 6 м, что севернее урочища Варячино и села Славянское. Западный берег переходит в песчаную Бакальскую косу, которую замыкает мыс Песчаный. Коса полукольцом обрамляет бухту. В 2013 году северная оконечность косы из-за антропогенной и гидрогенной деятельности превратилась в остров (с прежней крайней точкой косы мыс Песчаный), разделённый проливом. На западе от солёного озера Бакальское бухта отделена перешейком.
На берегу бухты расположены сёла Аврора и Стерегущее Раздольненского района.
Часть акватории бухты — прибрежный аквальный комплекс площадью 410 га — входит в состав ландшафтно-рекреационного парка Бакальская коса.